# Sénaillac-Latronquière
Sénaillac-Latronquière è un comune francese di 148 abitanti situato nel dipartimento del Lot nella regione dell'Occitania.

## Società

### Evoluzione demografica
Abitanti censiti